# شرامشتاينه الصخرية
منطقة تسلق شرامشتاينه منطقة صخرية رائعة قرب بلدة باد شانداو، وهي منطقة تسلق جبلية جنوب شرق دريسدن بولاية ساكسونيا.

## التسمية
مسار التسلق شرامشتاينة تم تسميته على اسم طائر أبو الحناء الأوروبي، يوفر المسار فرصة جيدة للتنزه على طول الحافة الجنوبية الشرقية لهذه المنطقة. ولسهولة السير على هذه الصخور، تم نحت بعض الدرجات مع وجود سلالم خشبية من أجل تسلق هذا المنحدر. روعة المناظر كفيلة بنسيان مشقة تسلقها.

## وصلات خارجية
- - بوابة ألمانيا العصرية المتعددة اللغات (موقع حكومي)